# Go Clara Go – Überlebenskunst am Zonenrand
Go Clara Go – Überlebenskunst am Zonenrand (auch: Go Clara Go: die Kunst des kreativen Widerstands) ist ein deutscher Dokumentarfilm aus dem Jahr 2025 von Sylvie Kürsten über das sächsische Avantgarde-Kunstkollektiv Clara Mosch. 

## Handlung
Hinter dem Akronym Clara Mosch verbirgt sich das sächsische Avantgarde-Kunstkollektiv, das von 1977 bis 1982 aktiv war. Der Name setzt sich aus den Anfangsbuchstaben der Nachnamen der Beteiligten zusammen: Michael Morgner, Thomas Ranft, Carlfriedrich Claus, Gregor-Torsten Schade und Dagmar Ranft-Schinke. Mit ihren spontanen Aktionen mischten sie den Kulturbetrieb der DDR auf. Kira Taszman bezeichnet den Film, der 40 Jahre nach der Auflösung er Gruppe entstand, als „eine Hommage an ein aufmüpfiges Künstlerkollektiv“.
Gemeinsam mit der „Galerie Oben“ organisierte die Gruppe „Clara Mosch“ experimentelle Performances, Künstlerfeste und schuf kollektive Werke.
Der Regisseurin Sylvie Kürsten stand umfangreiches Archivmaterial zur Verfügung. Denn ein Fotograf namens Ralf-Rainer Wasse dokumentierte die Aktionen der Gruppe ausgiebig. Die zwischen 1975 und 1986 entstandenen Fotografien, die Wasse für das Ministerium für Staatssicherheit anfertigte, sind als Zeitzeugnisse der Nachwelt erhalten geblieben. Ebenso standen ihr historische Super-8-Aufnahmen zur Verfügung. Die Schauspielerin Jule Böwe leiht ihre Stimme der fiktiven „Clara Mosch“. Sie schildert den Werdegang der Gruppe, analysiert ihre Aktionen und ordnet sie historisch ein.

## Produktion
Go Clara Go wurde unter anderem in Ahrenshoop und auf Hiddensee gedreht, hatte seine Uraufführung im Mai 2025 auf dem Filmkunstfest Mecklenburg-Vorpommern. Der Film ist eine Produktion von Inselfilm GmbH im Koproduktion mit dem Mitteldeutschen Rundfunk. Er wurde gefördert durch die Bundesstiftung zur Aufarbeitung der SED-Diktatur und die Filmförderung von Mecklenburg-Vorpommern. Der Kinostart in Deutschland erfolgte am 26. Juni 2025. Der deutsche Verleih ist Salzgeber.

## Rezeption
Ingeborg Ruthe schreibt in der Frankfurter Rundschau: "Clara Mosch, das sehen wir Szene für Szene, war ein Bündnis von Renitenten, diese aber derart gerissen, dass die bornierten Kunstwächter des Sozialistischen Realismus zwar Unbehagen verspürten, aber in dem vorgeblichen „Nonsens“ der fünf Verschworenen nichts konkret Verbotenes finden konnten. (…) Im Film „Go Clara Go“ erfahren die Zuschauer von einem bislang kaum beleuchteten Kapitel ostdeutscher Kunstgeschichte, einer heute legendären DDR-Parallelwelt, in der Kunst und Leben untrennbar waren. Allein der Berliner Kunstverein OST unter Stefan Koal widmete im Mai 2023 der frechen Gemeinschaft, die sich selbst als Mixtur aus „Dada, Dürer und Duchamp“ bezeichnete, eine Schau."
Kira Taszman schreibt in ihrer Rezension zum Kinostart des Filmes im Katholischen Filmdienst: „Der Dokumentarfilm Go Clara Go, der 40 Jahre nach der Auflösung der Gruppe entstand, ist eine Hommage an dieses aufmüpfige Künstlerkollektiv.“